# Calotes
Calotes – rodzaj jaszczurek z podrodziny Draconinae w obrębie rodziny agamowatych (Agamidae).

## Zasięg występowania
Rodzaj obejmuje gatunki występujące w południowej i południowo-wschodniej Azji (Iran, Chińska Republika Ludowa, Afganistan, Pakistan, Indie, Sri Lanka, Nepal, Bhutan, Bangladesz, Mjanma, Laos, Wietnam, Kambodża, Tajlandia, Malezja i Indonezja).

## Systematyka

### Etymologia
- Calotes: gr. καλοτης kalotēs = καλλος kallos „piękno”[8][9].
- Brachysaura: βραχυς brakhus „krótki”[10]; σαυρος sauros „jaszczurka”[11]. Gatunek typowy: Brachysaura ornata Blyth 1856 (= Agama minor Hardwicke & Gray, 1827).
- Oriocalotes (Oreocalotes): gr. ορος oros, ορεος oreos „góra”[12]; rodzaj Calotes Cuvier, 1817. Gatunek typowy: Agama minor Hardwicke & Gray, 1827.

### Podział systematyczny
Do rodzaju należą następujące gatunki:

- Calotes bachae Hartmann, Geissler, Poyarkov, Ihlow, Galoyan, Rödder & Böhme, 2013
- Calotes bhutanensis Biswas, 1975
- Calotes calotes (Linnaeus, 1758) – zmiennogama pospolita[13]
- Calotes ceylonensis Müller, 1887
- Calotes chincollium Vindum, 2003
- Calotes desilvai Bahir & Maduwage, 2005
- Calotes emma Gray, 1845
- Calotes farooqi Auffenberg & Rehmann, 1995
- Calotes geissleri Wagner, Ihlow, Hartmann, Flecks, Schmitz & Böhme, 2021
- Calotes goetzi Wagner, Ihlow, Hartmann, Flecks, Schmitz & Böhme, 2021
- Calotes grandisquamis Günther, 1875
- Calotes htunwini Zug & Vindum, 2006
- Calotes iadina Wang, Deepak & Grismer, 2024
- Calotes irawadi Zug, Brown, Schulte & Vindum, 2006
- Calotes jerdoni Günther, 1870
- Calotes liocephalus Günther, 1872
- Calotes liolepis Boulenger, 1885
- Calotes manamendrai Amarasinghe & Karunarathna, 2014
- Calotes maria Gray, 1845
- Calotes medogensis Zhao & Li, 1984
- Calotes minor (Hardwicke & Gray, 1827)
- Calotes mystaceus Duméril & Bibron, 1837 – zmiennogama niebieskogłowa[13]
- Calotes nemoricola Jerdon, 1853
- Calotes nigrilabris Peters, 1860
- Calotes nigriplicatus Hallermann, 2000
- Calotes paulus Smith, 1935
- Calotes pethiyagodai Amarasinghe, Karunarathna & Hallermann, 2014
- Calotes sinyik Patel, Thackeray, Sheth, Khandekar & Agarwal, 2024
- Calotes versicolor (Daudin, 1802)
- Calotes vindumbarbatus Wagner, Ihlow, Hartmann, Flecks, Schmitz & Böhme, 2021
- Calotes wangi Huang, Li, Wang, Li, Hou & Cai, 2023
- Calotes yunnanensis Annandale, 1905
- Calotes zhaoermii Wang, Shu, Li, Guo & Che, 2025
- Calotes zolaiking Giri, Chaitanya, Mahony, Lalronunga, Lalrinchhana, Das, Sarkar, Karanth & Deepak, 2019